# Desferrioxamine
La déféroxamine (également connue sous le nom desferrioxamine B, desferoxamine B, MPO-B, DFOA, DFB ou Desferal) est un sidérophore bactérien linéaire utilisé comme médicament pour le traitement des surcharges en fer.
La chélation du Fe3+ s'effectue via les trois fonctions acide hydroxamique répartie le long d'une chaine carbonée. La déféroxamine B possède également une fonction amine primaire en bout de chaine permettant son greffage sur une structure organique plus complexe.

## Mécanisme
La déféroxamine agit en chélatant le fer présent dans le sang et en permettant son élimination via les urines. En réduisant l’excès de fer dans l’organisme, cet agent chélatant réduit les dommages faits par le fer à de nombreux organes ou tissus comme le foie. Une étude récente a montré que ce composé accélère la guérison des lésions nerveuses (et minimise également l’ampleur d’un traumatisme récent sur un nerf).

## Divers
Le déféroxamine fait partie de la liste des médicaments essentiels de l'Organisation mondiale de la santé (liste mise à jour en avril 2013).

## Notes et références

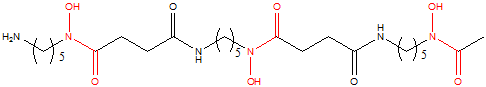
La déféroxamine possède trois fonctions acide hydroxamique (ici en rouge)